# Läcka vid reaktor 4
Läcka vid reaktor 4 är en svensk kortfilm från 1978 i regi av Harald Hamrell. I rollerna ses bland andra Mattias Bengtsson, Anna Stenkvist och Per Danielsson.

## Handling
Åke arbetar som ingenjör vid Bondeby kärnkraftverk. Han är gift med Maria och de väntar sitt första barn. På kärnkraftverket uppstår en läcka och Åke skadas allvarligt. Han planerar ett attentat mot kärnkraftverket, men blir avslöjad. En dramatisk jakt följer där Åke blir nedskjuten.

## Rollista
- Mattias Bengtsson	– ingenjör Åke Lindell
- Anna Stenkvist – Maria, Åkes fru
- Per Danielsson – Mikael Danielsson, driftchef vid Bondeby kärnkraftverk
- Harald Hamrell – doktor Lyttkens/prästen
- Mikael Pettersson – kommissarien
- Johan Englund
- Gunnar Norrman
- Claes Ågren
- Per Karlsson
- Anders Wikberg
- Ylva Thornander
- Lars André

## Om filmen
Filmen producerades av Hamrell, som även skrev manus och klippte. Fotografer var Hamrell och Mikael Pettersson. Filmen spelades in på Super-8. Manuset skrevs under hösten 1975. Inspelningen skedde utspritt över våren och hösten 1976. Klippning och ljudläggning tog större delen av 1977 i anspråk. Filmen hade premiär den 11 februari 1978 på Fyrisbiografen i Uppsala. Den visades hösten 1980 på SVT under vinjetten "Kortfilm idag".